# تاريخ أبي الخير خاني
تاريخ أبي الخير خاني هو تاريخ فارسي كلي كتبه مسعودي بن عثمان الكوهستاني بين عامي 1540 و1551 في عهد خانية بخارى. لم يُنشر ولم يُستخدم كثيرًا. يبدأ العمل بقصة خلق العالم وقصص الأنبياء قبل الإسلام، وكلها من التراث الإسلامي، ثم يأتي الحديث عن أجداد النبي محمد، وحياته، والخلفاء الراشدون، والأئمة الاثني عشر. ويسجل الكتاب أيضًا تاريخ الحكام الأوائل لإيران، من الحاكم البيشدادي [الإنجليزية] كيومارس إلى الحاكم الساساني يزدجرد الثالث. ثم ينتقل إلى فترات سلالة الصفاريين، والدولة السامانية، والغزنويين، والدولة السلجوقية، والإمبراطورية المغولية، وينتهي بقصة أبي الخير خان [الإنجليزية]، حاكم الخانية الأوزبكية [الإنجليزية].
من غير المؤكد المصادر التي كان الكوهستاني قادرًا على الوصول إليها نظرًا لغموض حياته ومسيرته المهنية، ولم يذكر أي مصادر لكتاباته. تحتوي رواية كوهستاني عن كايومارس على جمل مماثلة لتلك الموجودة في كتاب حبيب السير لخواندامير والشاهنامه لفردوسي، مما يدل على أنه استخدم تلك الأعمال.